# Дикарбид неодима
Дикарбид неодима — бинарное неорганическое соединение 
металла неодима и углерода
с формулой NdC2,
жёлтые кристаллы,
реагирует с водой.

## Получение
- Нагревание в атмосфере водорода неодима с углеродом в электрической печи:

{\displaystyle {\mathsf {Nd+2C\ {\xrightarrow {2000^{o}C}}\ NdC_{2}}}}
- Восстановление оксида неодима углеродом в вакууме:

{\displaystyle {\mathsf {Nd_{2}O_{3}+7C\ {\xrightarrow {2000^{o}C}}\ 2NdC_{2}+3CO}}}

## Физические свойства
Дикарбид неодима образует жёлтые кристаллы 
тетрагональной сингонии,
пространственная группа I 4/mmm,
параметры ячейки a = 0,3823 нм, c = 0,6405 нм, Z = 2.
При температуре 1150°С происходит фазовый переход в кубическую сингонию.

## Химические свойства
- Реагирует с водой:

{\displaystyle {\mathsf {4NdC_{2}+12H_{2}O\ {\xrightarrow {}}\ 4Nd(OH)_{3}+3C_{2}H_{2}+C_{2}H_{6}}}}